# Ruleville
Ruleville è una città (city) degli Stati Uniti d'America, situata nella contea di Sunflower, nello Stato del Mississippi.